# Condado de Beaver (Pensilvania)
El condado de Beaver (en inglés: Beaver County), fundado en 1800, es uno de los 67 condados en el estado estadounidense de Pensilvania. En 2010 el condado tenía una población de 170.539 habitantes y una densidad poblacional de 161 personas por km². La sede de condado es Beaver.

## Geografía
Según la Oficina del Censo, el condado tiene un área total de 1150 km² (444 mi²), de la cual 1124 km² (434 mi²) es tierra y 26 km² (10,0 mi²) (2.18%) es agua.

### Condados adyacentes
- Condado de Lawrence (norte)
- Condado de Butler (este)
- Condado de Allegheny (sureste)
- Condado de Washington (sureste)
- Condado de Hancock, Virginia Occidental (oeste)
- Condado de Columbiana, Ohio (oeste)

## Demografía
Según el censo de 2000, habían 181,412 personas, 72,576 hogares y 50,512 familias residiendo en la localidad. La densidad de población era de 161 hab./km². Había 77,765 viviendas con una densidad media de 69 viviendas/km². El 92.55% de los habitantes eran blancos, el 5.96% afroamericanos, el 0.10% amerindios, el 0.25% asiáticos, el 0.01% isleños del Pacífico, el 0.20% de otras razas y el 0.92% pertenecía a dos o más razas. El 0.72% de la población eran hispanos o latinos de cualquier raza.
Los ingresos medios por hogar en la localidad eran de $0 y los ingresos medios por familia eran $0. Los hombres tenían unos ingresos medios de $0 frente a los $0 para las mujeres. La renta per cápita para el condado era de $0. Alrededor del 0% de la población estaban por debajo del umbral de pobreza.

## Localidades

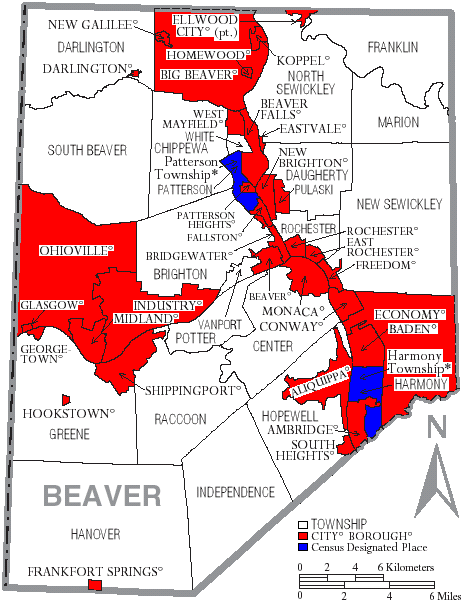
Localidades en el condado de Beaver

### Ciudades
Aliquippa |
Beaver Falls 

### Boroughs
Ambridge |
Baden |
Beaver |
Big Beaver |
Bridgewater |
Conway |
Darlington |
East Rochester |
Eastvale |
Economy |
Ellwood City‡ |
Fallston |
Frankfort Springs |
Freedom |
Georgetown |
Glasgow |
Homewood |
Hookstown |
Industry |
Koppel |
Midland |
Monaca |
New Brighton |
New Galilee |
Ohioville |
Patterson Heights |
Rochester |
Shippingport |
South Heights |
West Mayfield 

### Municipios
Brighton |
Center |
Chippewa |
Darlington |
Daugherty |
Franklin |
Greene |
Hanover |
Harmony |
Hopewell |
Independence |
Marion |
New Sewickley |
North Sewickley |
Patterson |
Potter |
Pulaski |
Raccoon |
Rochester |
South Beaver |
Vanport |
White 

### Áreas no incorporadas
Byersdale |
Fombell |
Frisco |
Gringo |
Harshaville |
Kobuta 